# Liste der Kulturdenkmäler in Kadenbach
In der Liste der Kulturdenkmäler in Kadenbach sind alle Kulturdenkmäler der rheinland-pfälzischen Ortsgemeinde Kadenbach aufgeführt. Grundlage ist die Denkmalliste des Landes Rheinland-Pfalz (Stand: 21. Dezember 2021).

## Einzeldenkmäler
| Bezeichnung | Lage                             | Baujahr                  | Beschreibung                                                                                                  | Bild                           |
| ----------- | -------------------------------- | ------------------------ | --- | ------------------------------ |
| Wegekreuz   | Bergstraße, gegenüber Nr. 2 Lage | 1736                     | Kruzifix, Holz, bezeichnet 1736 und 1830                                                                      | weitere Bilder Fotos hochladen |
| Wohnhaus    | Bergstraße 5 Lage                | 17. oder 18. Jahrhundert | Fachwerkhaus, teilweise massiv und verkleidet, wohl aus dem 17. oder 18. Jahrhundert                          | Fotos hochladen                |
| Wohnhaus    | Hauptstraße 11 Lage              | 18. Jahrhundert          | Fachwerkhaus, teilweise massiv, 18. Jahrhundert                                                               | Fotos hochladen                |
| Zehnthof    | In der Eck 3/4 Lage              | 18. Jahrhundert          | angeblich der ehemalige Zehnthof; stattlicher Fachwerkbau, teilweise massiv, Krüppelwalmdach, 18. Jahrhundert | Fotos hochladen                |